# Beale Air Force Base
Pour les articles homonymes, voir Beale et BAB.

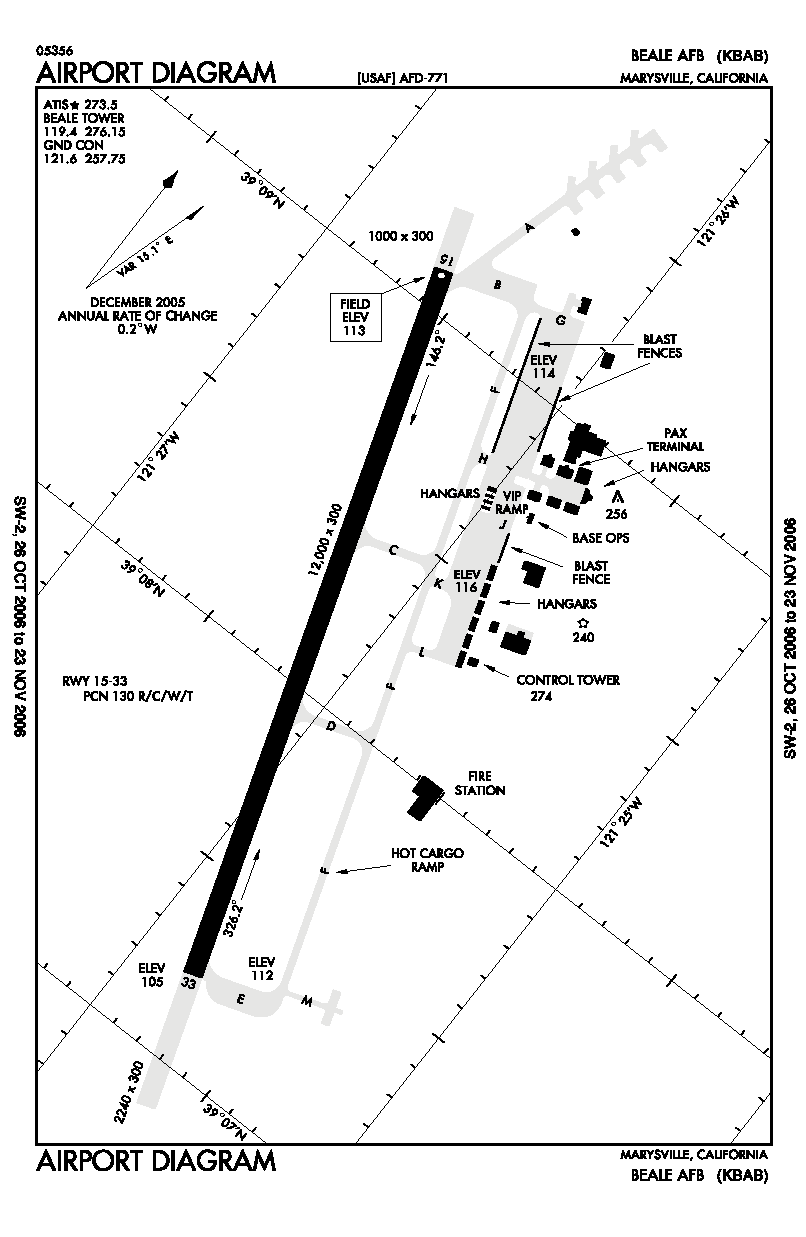
Diagramme de Beale.

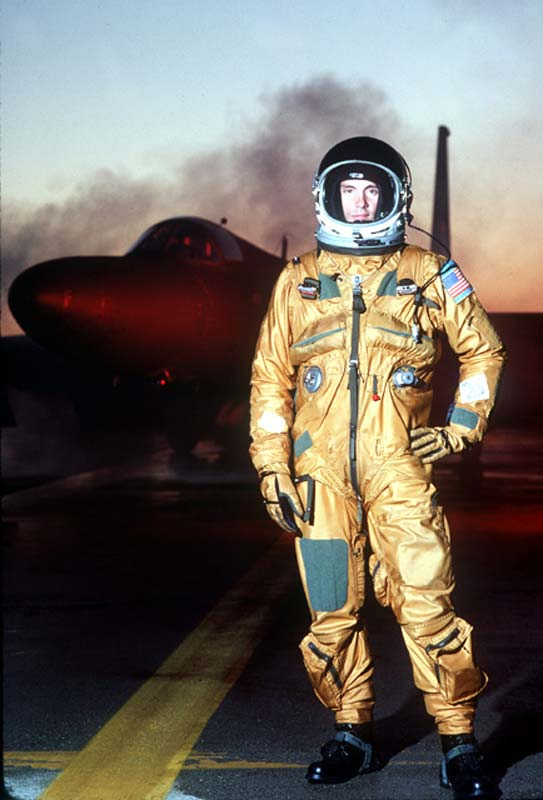
Pilote de U-2 sur la base de Beale.

Beale Air Force Base (code IATA : BAB • code OACI : KBAB) est une base aérienne de l'United States Air Force située en Californie.
Elle abrite le 9th Reconnaissance Wing de l'Air Combat Command ainsi que le 940th Air Refueling Wing du Air Force Reserve Command.

## Notes et références

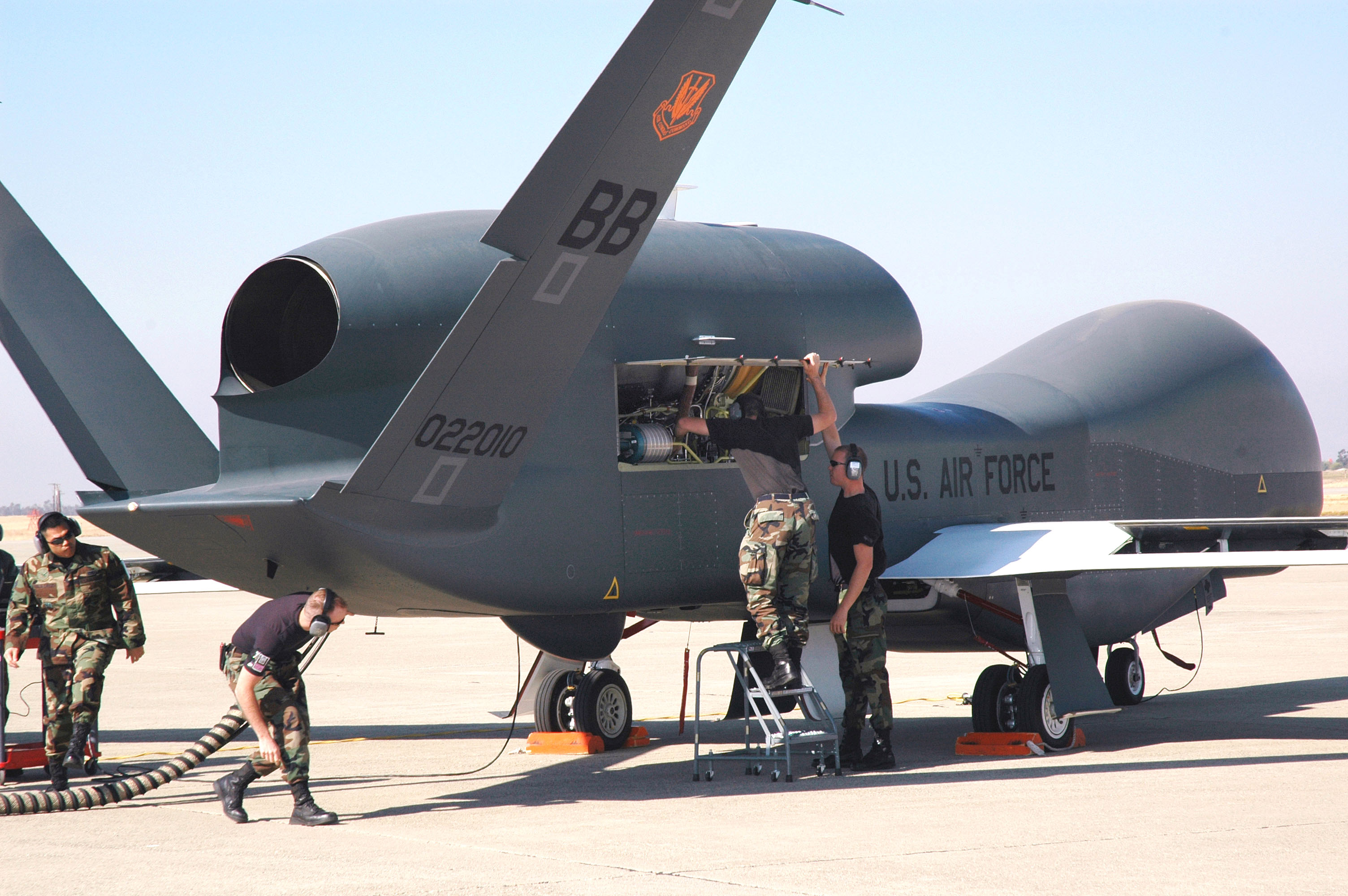
Test d'un drone RQ-4 Global Hawk.

## Démographie
| 2000  | 2010  | - | - | - | - |
| ----- | ----- | - | - | - | - |
| 5 115 | 1 319 | - | - | - | - |